# Рогожниця (Підкарпатське воєводство)
Рогожниця (пол. Rogoźnica) — село в Польщі, у гміні Глогув-Малопольський Ряшівського повіту Підкарпатського воєводства. Населення — 605 осіб (2011).
У 1975-1998 роках село належало до Ряшівського воєводства.

## Демографія
Демографічна структура станом на 31 березня 2011 року:
|          | Загалом | Допрацездатний вік | Працездатний вік | Постпрацездатний вік |
| -------- | ------- | ------------------ | ---------------- | -------------------- |
| Чоловіки | 293     | 67                 | 193              | 33                   |
| Жінки    | 312     | 64                 | 186              | 62                   |
| Разом    | 605     | 131                | 379              | 95                   |